# ناندو دي كولو

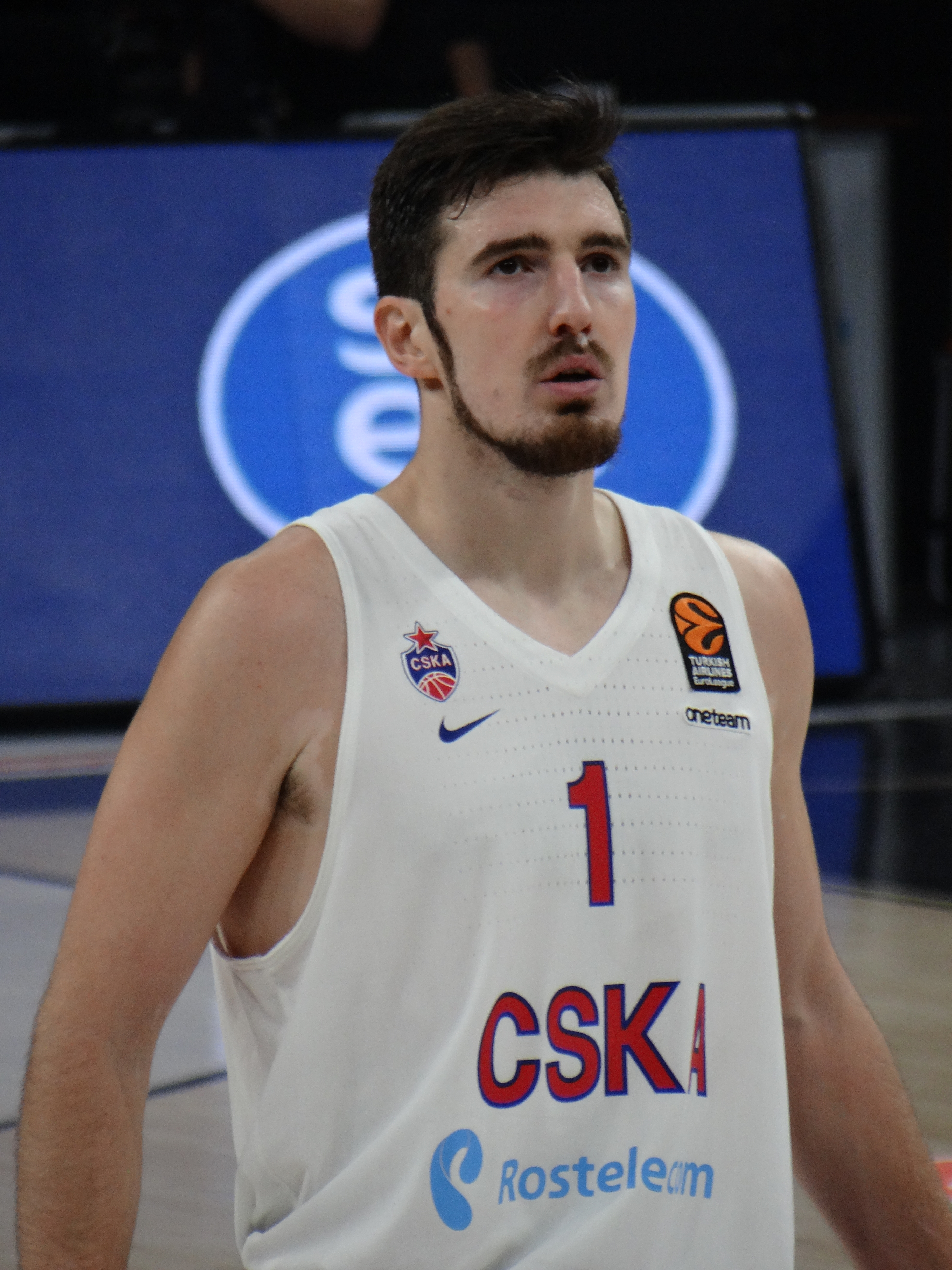

ناندو دي كولو (بالفرنسية: Nando de Colo)‏ مواليد 23 يونيو 1987 في سان كاترين ليه أراس، فرنسا، هو لاعب كرة سلة فرنسي بدأ مسيرته الاحترافية في سنة 2006 حيث تم اختياره من قبل فريق سان أنطونيو سبرز خلال الدرافت ويحمل الرقم 1. يبلغ طوله 6 قدم 5 بوصة (2.0 م). مثّل منتخب بلاده. شارك في مسابقة كرة السلة في الألعاب الأولمبية الصيفية. فاز ببطولة أمم أوروبا لكرة السلة 2013.

## فرق لعب لها
- شوليه باسكت
- فالنسيا باسكت
- سان أنطونيو سبرز
- تورونتو رابتورز
- نادي سسكا موسكو لكرة السلة

## إحصائيات المسيرة

### الرابطة الوطنية لكرة السلة

#### الموسم الاعتيادي
| السنة   | الفريق           | لعب | بدأ | دقيقة | ميداني% | ثلاثية | حرة   | ارتداد | صنع | استلاب | تصدي | نقطة |
| ------- | ---------------- | --- | --- | ----- | ------- | ------ | ----- | ------ | --- | ------ | ---- | ---- |
| 2012–13 | سان أنطونيو سبرز | 72  | 6   | 12.8  | .436    | .378   | .795  | 1.9    | 1.9 | .6     | .1   | 3.8  |
| 2013–14 | سان أنطونيو سبرز | 26  | 3   | 11.6  | .452    | .323   | .818  | 1.7    | 1.2 | .6     | .1   | 4.3  |
| 2013–14 | تورونتو رابتورز  | 21  | 0   | 9.2   | .367    | .364   | 1.000 | 1.3    | 1.6 | .3     | .1   | 3.1  |
| المسيرة |                  | 119 | 9   | 11.9  | .429    | .363   | .835  | 1.8    | 1.7 | .5     | .1   | 3.8  |

#### التصفيات
| السنة   | الفريق           | لعب | بدأ | دقيقة | ميداني% | ثلاثية | حرة   | ارتداد | صنع | استلاب | تصدي | نقطة |
| ------- | ---------------- | --- | --- | ----- | ------- | ------ | ----- | ------ | --- | ------ | ---- | ---- |
| 2013    | سان أنطونيو سبرز | 5   | 0   | 2.8   | .250    | .000   | 1.000 | .8     | .4  | .0     | .0   | .8   |
| 2014    | تورونتو رابتورز  | 1   | 0   | 4.0   | .000    | .000   | .000  | 1.0    | .0  | .0     | .0   | .0   |
| المسيرة |                  | 6   | 0   | 3.0   | .250    | .000   | 1.000 | .8     | .3  | .0     | .0   | .7   |

## روابط خارجية
- ناندو دي كولو على موقع الاتحاد الدولي لكرة السلة (الإنجليزية)
- ناندو دي كولو على موقع الدوري الأوروبي لكرة السلة (الإنجليزية)
- ناندو دي كولو على موقع إن بي أي (الإنجليزية)
- ناندو دي كولو على موقع سبورتس رفرنس (الإنجليزية)
- ناندو دي كولو على موقع الدوري الإسباني لكرة السلة (الإسبانية)
- ناندو دي كولو على موقع كرة السلة الأوروبية.كوم (الإنجليزية)
- ناندو دي كولو على موقع DraftExpress.com (الإنجليزية)
- ناندو دي كولو على موقع إي إس بي إن.كوم (الإنجليزية)
- ناندو دي كولو على موقع ريلجم (الإنجليزية)
- ناندو دي كولو على موقع بروبوليرز (الإنجليزية)